# Austrophorocera cocciphila
Austrophorocera cocciphila är en tvåvingeart som först beskrevs av Aldrich och Herbert John Webber 1924.  Austrophorocera cocciphila ingår i släktet Austrophorocera och familjen parasitflugor.
Artens utbredningsområde är Ohio. Inga underarter finns listade i Catalogue of Life.